# Leptinogaster pholadis
Leptinogaster pholadis är en kräftdjursart som beskrevs av Jean Paul Louis Pelseneer 1929. Leptinogaster pholadis ingår i släktet Leptinogaster och familjen Clausidiidae. Inga underarter finns listade i Catalogue of Life.